# Michael Schindhelm
Michael Schindhelm (* 1. Oktober 1960 in Eisenach) ist ein deutsch-schweizerischer Schriftsteller, Kulturberater, Theaterintendant und Filmemacher.

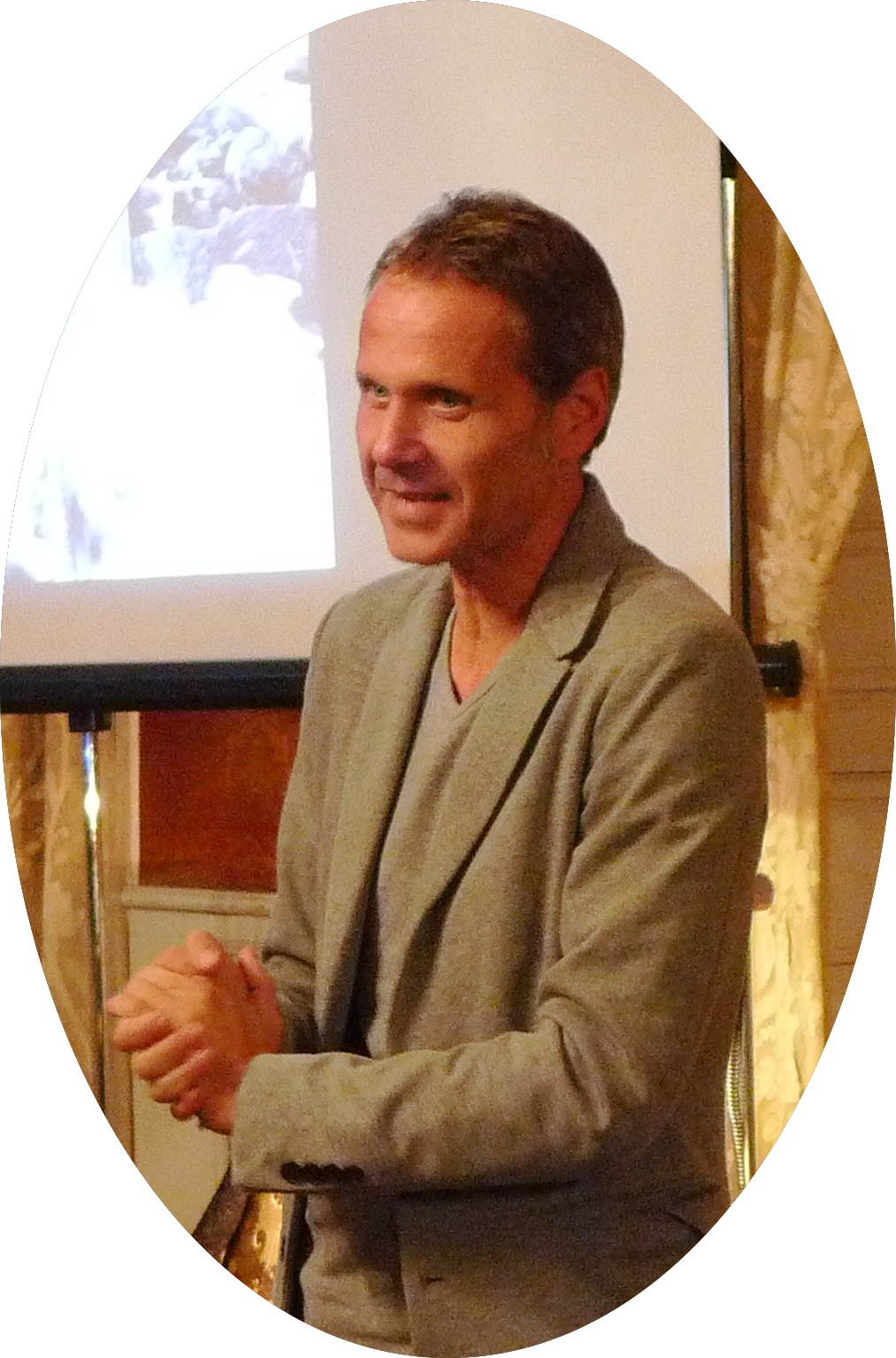
Schindhelm während einer Lesung

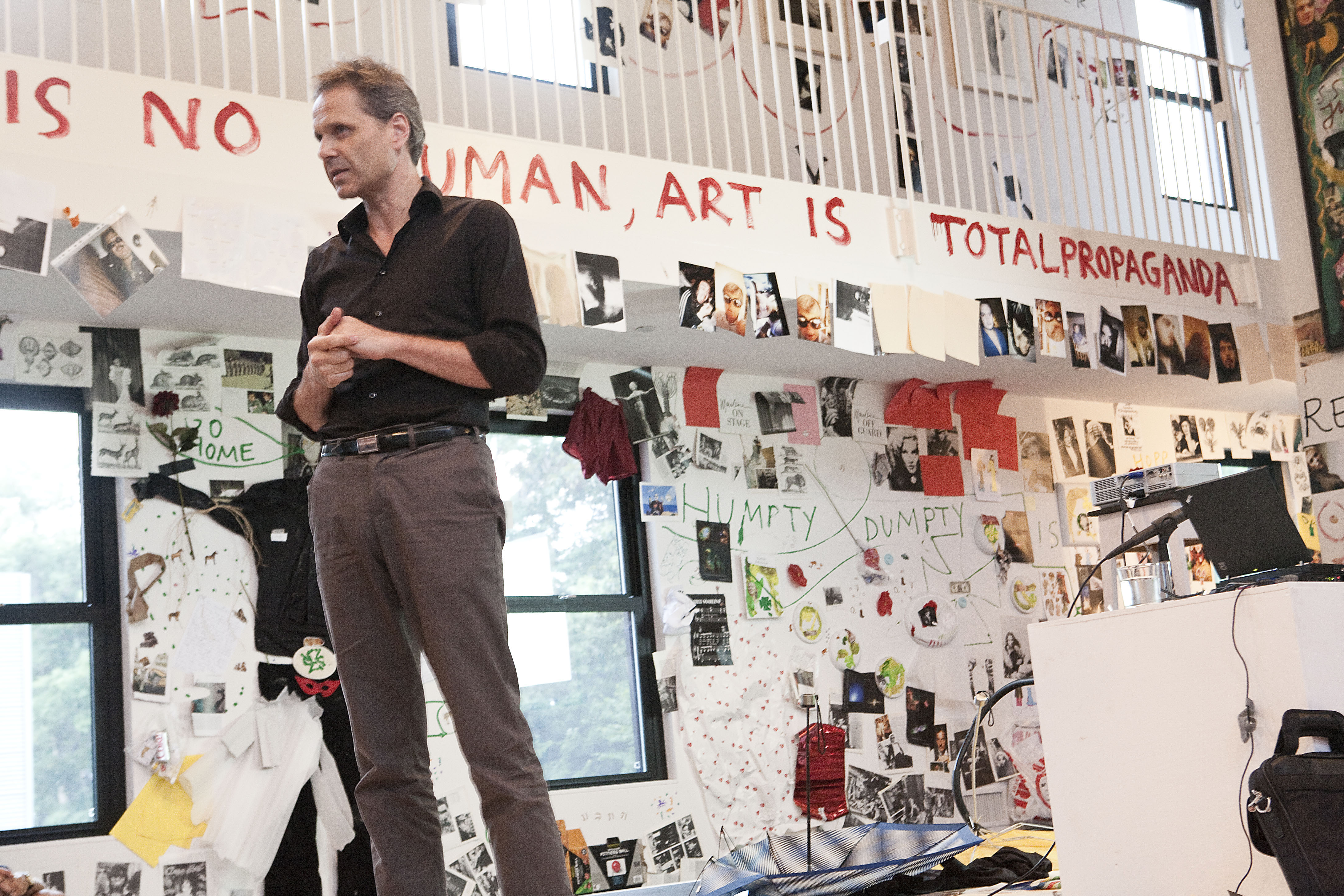
Michael Schindhelm in Long Island/USA 2008

## Leben
Nach seinem Abitur 1979 an den Spezialklassen für Chemie in Merseburg studierte er an der Staatlichen Universität Woronesch (Russland) und beendete sein Studium mit dem Abschluss Diplomquantenchemiker. Von 1984 bis 1986 war er wissenschaftlicher Mitarbeiter am Zentralinstitut für physikalische Chemie der Akademie der Wissenschaften in Ost-Berlin. Dort arbeitete er in der Abteilung Theoretische Chemie (Leiter: Lutz Zülicke), wo er sich mit der dort ebenfalls tätigen späteren Bundeskanzlerin Angela Merkel das Büro teilte. Schindhelm verarbeitete die Freundschaft 2000 in seinem autobiografischen Romandebüt Roberts Reise, dessen Figur Renate auf Merkel basiert. Merkel erinnerte an diese Zeit in ihrer ersten Rede als Bundeskanzlerin beim Festakt zum Tag der Deutschen Einheit am 3. Oktober 2006 in Kiel. Danach arbeitete er bis 1990 als Übersetzer, Autor und Dramaturg.

## Wirken
1990 wurde Schindhelm Referent des Intendanten des Theaters Nordhausen und nach Gründung der Theater Nordhausen/Loh-Orchester Sondershausen GmbH Direktor. 1992 ernannte man ihn zum Intendanten der Bühnen der Stadt Gera. Von 1994 bis 1996 war er Generalintendant des Theaters Altenburg-Gera, danach, von 1996 bis 2006, Direktor und Intendant des Theater Basel (1999, Theater des Jahres und Bayerischer Theaterpreis, 2001 erneut Bayerischer Theaterpreis). Außerdem fungierte er von 1997 bis 2005 als Co-Präsident des Sinfonieorchesters Basel.
Ab 1. April 2005 war er Generaldirektor der Stiftung Oper in Berlin (Komische Oper, Staatsoper Unter den Linden, Deutsche Oper). Nach bereits ausgesprochenem Rücktritt im November 2006 legte Schindhelm das Amt am 15. Februar 2007 nieder, da seiner Meinung nach auf Grund der schlechten Haushaltslage des Landes Berlin zu wenig Geld für die Kultur bzw. die Arbeit der Stiftung vorhanden sei.
Ab März 2007 war Schindhelm als Kulturmanager in Dubai (VAE) tätig, seit März 2008 Kulturdirektor der Dubai Culture and Arts Authority. Schindhelm gab dieses Amt im Sommer 2009 auf, als klar wurde, dass aufgrund der Weltwirtschaftskrise das von ihm geplante Opernhaus und weitere Kulturstätten nicht realisiert würden. Schindhelm kritisierte in einem Interview, dass das kulturelle Engagement in Dubai letztlich nur der Finanzierung großer Immobilienareale zugutekommen sollte, ohne kulturellen Eigenwert.
Seit Sommer 2009 ist Schindhelm international als Kulturberater öffentlicher Einrichtungen tätig. Unter anderem arbeitet er mit dem niederländischen Architekturbüro OMA (Office for Metropolitan Architecture) am Masterplan für den West Kowloon Cultural District in Hongkong zusammen.
Gemeinsam mit dem Think Tank AMO hat er in 2010 das Ausbildungs- und Forschungsprofil für das Strelka Institute in Moskau entwickelt und leitete dort (von 2010 bis 2012) den Forschungsbereich öffentlicher Raum. 2011/12 entwickelte er im Rahmen der Planung der Innovationsstadt Skolkovo (Russland) ein Konzept für Kultur und Sport.
Weiterhin unterstützt Schindhelm die Welthungerhilfe bei Projekten globaler Philanthropie und ist seit Januar 2013 Mitglied des Kuratoriums.
Seit 2013 ist Schindhelm Berater der Zürcher Hochschule der Künste (ZHdK) für internationale Projekte und kuratiert eine Vorlesungsreihe zur Globalen Kultur.
Im März 2018 wurde Michael Schindhelm zum Kurator für Dresdens Bewerbung zur europäischen Kulturhauptstadt 2025 gewählt.
Darüber hinaus ist Schindhelm seit 1990 als Schriftsteller, Librettist und Übersetzer (aus dem Russischen) tätig. Seit 2000 veröffentlichte er sieben Romane und Sachbücher. „Lavapolis“, 2014 zeitgleich auf Deutsch bei Matthes & Seitz Berlin und auf Englisch bei Sternberg Press erschienen, ist die transmediale Fiktion über eine Parallel-Gesellschaft, die sich zugleich auf der Webseite lavapolis und in Auftritten auf der Biennale von Venedig 2014 entfaltet.
Sein Buch über die Erfahrungen in Dubai erschien 2009 auf Deutsch unter dem Titel Dubai Speed und 2011 auf Englisch unter dem Titel Dubai High.
Für die Oper Schwarzerde des Komponisten Klaus Huber schrieb er das Libretto (Basel, 2001), ebenso für die Oper Welten aus Quecksilberlicht des Komponisten Cong Su (Berlin, 2006).
2003 drehte er zusammen mit Jörg Jeshel in der Wüste Gobi den Dokumentarfilm Lied der Steppe. In der Zeit von 2003 bis 2008 entstand gemeinsam mit Christoph Schaub der Dokumentarfilm Bird's Nest über den Bau des Stadions für die Olympischen Sommerspiele 2008 in Peking. Von 2004 bis 2006 führte Schindhelm im Schweizer Fernsehen den TV Talk der Salon.
Im Februar 2016 hatte sein Film The Chinese Lives of Uli Sigg Premiere. Der Film erzählt das Leben des Schweizer Unternehmers, Philanthropen und Kunstsammlers Uli Sigg, der 1979 das erste Joint Venture zwischen einem westlichen Unternehmen und der kommunistischen Regierung Chinas abschloss, später Schweizer Botschafter in China und Sammler der weltweit größten Sammlung chinesischer Gegenwartskunst wurde. 2012 spendete Sigg einen wesentlichen Teil der Sammlung an das Museum M+ in Hongkong.
Kritisiert wurde Schindhelm, als im Jahr 2000 bekannt wurde, dass er in den 1980er Jahren Inoffizieller Mitarbeiter des Ministeriums für Staatssicherheit der DDR war. Daraufhin in der Schweiz (2001) und in Deutschland (2004) eingesetzte Ehrenräte haben diese Kontakte eingeschätzt und sind übereinstimmend zu dem Urteil gelangt, dass diese Kontakte Michael Schindhelms Wirken in öffentlichen Ämtern nicht in Frage stellen.

## Werke
- Roberts Reise. Deutsche Verlags-Anstalt, Stuttgart/München 2000, ISBN 3-421-05330-8.
- Zauber des Westens. Deutsche Verlags-Anstalt, 2001, ISBN 3-421-05442-8.
- Schwarzerde (2001). Bühnenwerk (Oper) in neun Sequenzen (Libretto zusammen mit Klaus Huber, nach Gedichten und Prosatexten von Ossip Mandelstam). Musik: Klaus Huber. UA 3. November 2001 Basel
- Das Kamel auf der Startbahn. Christoph Merian Verlag, 2004, ISBN 3-85616-225-9
- Die Herausforderung. Deutsche Verlags-Anstalt, 2005, ISBN 3-421-05644-7
- Mein Abenteuer Schweiz. Echtzeit Verlag, Basel 2007, ISBN 978-3-905800-00-5
- Dubai Speed. Deutscher Taschenbuch Verlag, 2009, ISBN 978-3-423-24768-9
- Dubai High. Arabian Publishing, 2011, ISBN 978-0-9558894-7-9
- Lavapolis. Matthes&Seitz Berlin, 2014, ISBN 978-3-95757-004-8
- Lavapolis. Sternberg Press, 2014, ISBN 978-3-95679-070-6
- Letzter Vorhang. Theater der Zeit, 2017, ISBN 978-3-95749-111-4
- Walter Spies – Ein exotisches Leben. Hirmer, 2018, ISBN 978-3-7774-3023-2

## Film
- Lied der Steppe. Gemeinsam mit Joerg Jeshel. Eine musikalische Reise durch die Wüste Gobi. (2003)
- Bird’s Nest. Gemeinsam mit Christoph Schaub. Eine vierjährige Begleitung der Architekten Herzog und de Meuron und des Künstlers Ai Weiwei beim Bau des Olympia-Stadions von Peking. (2008)
- The Chinese Lives of Uli Sigg. Die Lebensgeschichte des Unternehmers, Diplomaten und Kunstsammlers Uli Sigg im Licht der Modernisierung Chinas. (2016)
- Mit Lichtgeschwindigkeit zum Impfstoff. Das Projekt Biontech. Dokumentarfilm über die Gründer von BioNTech und die Entwicklung des ersten Impfstoffs gegen Covid-19. (2021)
- Outland. Das Tessin in der südlichen Schweiz als Fluchtort für Nonkonformisten und Migranten von einst und heute. (2021)
- In the Mood for Art. Dokumentarfilm über das M+-Museum und die Kunstszene in Hongkong, Produktion Filmerei, Schweizer Fernsehen und 3Sat (September 2023)

## Ausstellungen
- 2008: Dubai Next, Vitra Museum Weil
- 2014: Friday in Venice, Architektur-Biennale Venedig
- 2019: Neue Heimat Dresden 2025, Deutsches Hygienemuseum Dresden
- 2022: Projekt Lightspeed, Deutsches Technikmuseum Berlin
- 2024: The End of Aging, KBH.G Basel
- 2024: Roots, KBH.G Basel

## Preise
- 1999 Bayerischer Theaterpreis (für Theater Basel)
- 2001 Bayerischer Theaterpreis (für Theater Basel)
- Herbert Quandt Medienpreis 2022 (für den Dokumentarfilm "Mit Lichtgeschwindigkeit zum Impfstoff")
- Deutscher Wirtschaftsfilmpreis 2022 (für den Dokumentarfilm "Mit Lichtgeschwindigkeit zum Impfstoff")
- Goldene Feder des Schweizerischen Verbandes für Interne Kommunikation 2023 für „In the Mood for Art“